# IG Bergbau und Energie
Industriegewerkschaft Bergbau und Energie (IG Bergbau und Energie, skrót: IGBE, pol. Przemysłowy Związek Zawodowy Górnictwo i Energia) – niemiecki związek zawodowy, już nieistniejący. Organizacja należała do federacji DGB i miała siedzibę w Bochum.
Związek powstał w roku 1946 w brytyjskiej strefie okupacyjnej i nosił wtedy nazwę Industrieverband Bergbau (Zrzeszenie Przemysłowe Górnictwo). W roku 1948 zmienił nazwę na Industriegewerkschaft Bergbau (Przemysłowy Związek Zawodowy Górnictwo). W roku 1960 organizacja przyjęła ostateczną nazwę.
1 listopada 1990 do związku dołączyły organizacje związkowe powstałe w tym samym roku w NRD: Gewerkschaft Wismut oraz Gewerkschaft Bergbau-Energie-Wasserwirtschaft.
W roku 1997 IG Bergbau und Energie połączył się ze związkami: IG Chemie, Papier, Keramik (IGCPK) oraz Gewerkschaft Leder (GL) i w rezultacie powstał związek IG Bergbau, Chemie, Energie (IGBCE).

## Przewodniczący związku
- 1946–1953: August Schmidt, najpierw przewodniczący Zrzeszenia Przemysłowego Górnictwo dla strefy brytyjskiej, od roku 1948 związku IG Bergbau
- 1953–1956: Heinrich Imig
- 1956–1964: Heinrich Guthermuth
- 1964–1969: Walter Arendt
- 1969–1985: Adolf Schmidt
- 1985–1990: Heinz-Werner Meyer
- 1990–1997: Hans Berger